# Echelaos
Echelaos (altgriechisch Ἐχέλαος Echélaos) oder Echelas (Ἐχέλας Echélas) ist in der griechischen Mythologie ein Sohn des Penthilos, Sohn des Orestes von Mykene mit dessen Halbschwester Erigone.
Wie sein Vater ist er in der griechischen Mythologie mit der Besiedlung der Insel Lesbos und des gegenüberliegenden Festlandes in Kleinasien verbunden und gilt als Anführer eines Kolonisierungsunternehmens auf Lesbos. Die Landschaft zwischen Ionien und Mysien, die später sogenannten Aiolis, wurde von seinem Sohn Gras besiedelt.